# Joachim Barrande
Joachim Barrande (Saugues, Francia, 1799-Frohsdorf, Austria, 1883) fue un geólogo, botánico y paleontólogo francés.

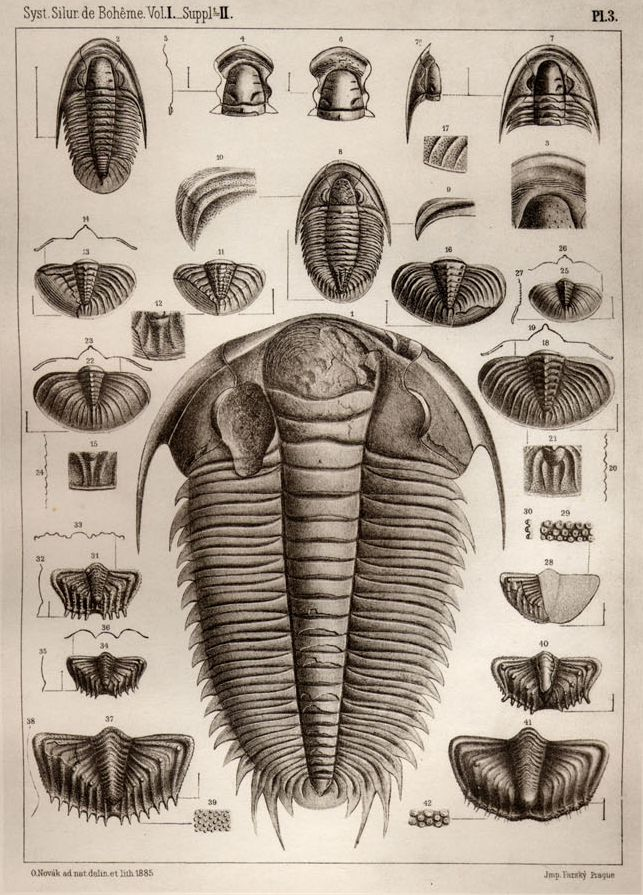
Plancha de Système silurien du centre de la Bohême

Era natural de Saugues, Haute Loire, educándose en la École Polytechnique, París. Aunque recibió formación de ingeniero, su primer puesto fue de tutor del duque de Bordeaux (luego conocido como Enrique de Francia, Conde de Chambord), nieto de Carlos X de Francia, y al abdicar el rey en 1830, Barrande lo acompañó al exilio, primero a Inglaterra y Escocia, y más tarde a Praga. Instalado en esa ciudad, en 1831, se ocupó en obras de ingeniería, y luego le llamaron la atención los fósiles de las rocas del Paleozoico Inferior de Bohemia.
La publicación en 1839 de El sistema Silúrico de Murchison incitó a Barrande a comenzar estudios sistemáticos sobre estratos equivalentes en Bohemia. Durante diez años (1840–1850) hizo detallados estudios de tales rocas, encomendando a trabajadores especialmente para recolectar fósiles, obteniendo así 3500 especies de graptolitos, braquiópodos, moluscos, trilobites, y peces. El primer volumen de esa enorme obra, Système Silurien du centre de la Bohême (tratando con trilobites, varios géneros, incluyendo Deiphon, que describió personalmente), apareció en 1852; y desde esa fecha hasta 1881, publicó veintiún volúmenes, en cuarto, con texto y planchas. Otros dos volúmenes se publicaron después de su muerte, en 1887 y en 1894. Se estima que gastó cerca de £ 10 000 en esas obras. Además publicó un gran número de artículos independientes.
Fue un ferviente defensor de la teoría de las catástrofes (siguiendo a Georges Cuvier), en oposición a la teoría de la evolución de Charles Darwin. También escribió un libro de cinco volúmenes en la defensa de su teoría de las llamadas "colonias", suponiendo que la causa de la presencia de fósiles típicos de una capa rodeado de típicos de otra, era atectónica; y, tendía a nombrar esas colonias con nombres de sus adversarios científicos.
Barrande falleció en Frohsdorf el 5 de octubre en 1883. En su testamento dejó su extensa colección de fósiles al Museo Nacional de Praga.

## Honores
- 1857: Medalla Wollaston (Sociedad Geológica de Londres)

- 1870: Miembro extranjero de la Real Academia de las Ciencias de Suecia

- 1875: Miembro honorario extranjero de la Academia Estadounidense de las Artes y las Ciencias[1]

### Eponimias
- Barrandia M'Coy, 1849, un género de trilobites.[2]
- 1884: Barrandiense, unidad geológica en las proximidades de Praga
- 24 de febrero de 1928: distrito de Praga: Barrandov

- La abreviatura «Barrande» se emplea para indicar a Joachim Barrande como autoridad en la descripción y clasificación científica de los vegetales.[3]